# Peter Basin
Peter Basin, auch Peter Baschin  (geb. vor 1589; gest. nach 1616 in Liestal) war ein Schweizer Tischler.

## Leben
Peter Basin stammt von Château-d’Oex und ist seit 1589 in Liestal nachgewiesen, wo er 1590 die Witwe des Fridolin Pfaff heiratete. Von ihm haben sich die Eingangstüre zur Ratsstube (1589), ein Buffet (1607) und das Täfer im Ratssaal des Rathauses von Liestal (1615, gemeinsam mit seinem Sohn David Basin und seinem Schwiegersohn Paulus Kalt), ein Buffet aus dem alten Spital in Liestal (1603/04, heute im Holsteinerhof in Basel) sowie die Kanzel in der Kirche von Lausen (1616) erhalten. Zu den ihm zugeschriebenen Werken gehört ein Truhe aus dem Olsbergerhof in Liestal (1599), heute im Historischen Museum Basel.